# Cayo Lagartijas
Cayo Lagartijas är en ö i Mexiko. Den ligger i bukten Bahía de la Ascensión och tillhör kommunen Felipe Carrillo Puerto i delstaten Quintana Roo, i den sydöstra delen av landet. Arean är 0,16 kvadratkilometer.